# Charivka
Charovka
Charivka (ukrainien : Шарівка) ou Charovka (russe : Шаровка) est une commune urbaine de l'oblast de Kharkiv, en Ukraine. Elle compte 1 573 habitants en 2021.

## Géographie
La commune se situe au sud de la rivière Mertchyk, affluente de la rivière Merla, puis de la rivière Vorskla, en rive gauche du fleuve Dniepr. Elle se trouve à 57 kilomètres à l'ouest de la ville de Kharkiv.